# Nightwish
Nightwish (транскр.  Најтвиш) је симфонијски метал бенд из Финске, који пева на енглеском језику. Сматрају се најуспешнијим и најпознатијим финским извођачима.

## Историја групе
Nightwish је основао Туомас Холопајнен Tuomas Holopainen 1996. године заједно са двоје својих школских другова, Тарјом Турунен Tarja Turunen (која је од ране младости студирала оперско певање) и Ерном „Емпуом“ Вуориненом Erno "Emppu" Vuorinen. Бенд је у почетку био више Холопајненов експеримент са клавијатурама, акустичном гитаром и женским оперским вокалом (који је касније постао њихов заштитни знак). Као име су узели наслов једног од њихова прва три демо снимкаNightwish The Forever Moments Etiäinen. Холопајнен је уједно и главни текстописац, написао је већину песама групе.
Првобитна Туомасова идеја је била да група свира музику сличној оној која се певала око логорских ватри. Ипак, након снимања демо снимака Холопајнен је одлучио да је Тарјин оперски глас прејак за овакав пројекат и одлучио је да дода елементе хеви метала.

### Angels Fall First
1997. године им се придружио бубњар Јука Невалајнен Jukka Nevalainen. Акустичну гитару су заменили електричном и исте године објавили свој први албум Angels Fall First који је прошао интернационално незапажено. Међутим, у Финској се није лоше показао те су имали своју прву турнеју.

### Oceanborn
Следеће, 1998, године им се придружио басиста Сами Ванска Sami Vänskä, а исте године објавили су свој други албум Oceanborn са којим су постигли значајан успех. 
1999. објавили су сингл Sleeping Sun (Four Ballads of the Eclipse) инспирисан потпуним помрачењем Сунца које се те године десило у Европи.

### Wishmaster
2000. учествовали су у финским квалификацијама за Песму Евровизије са песмом „Месечар" али и поред тога што су добили највише гласова публике, жири је пресудио, па је бенд завршио на другом месту (победник је касније на главном Евровизијском такмичењу прошао потпуно незапажено).
Исте године објавили су и свој трећи албум Wishmaster, који их је лансирао као велике звезде метал музике и са којим су постигли велики успех и одржали велику светску турнеју (наступали су у Европи, Северној и Јужној Америци).

### Over the Hills and Far Away
2001. године објавили су сингл Over the Hills and Far Away, кавер песме Гарија Мура.
Недуго затим бенд је, из личних разлога, напустио Ванска, а на његово место дошао је Марко Хијетала Marco Hietala из бенда Тарот, који је, поред улоге басисте, добио и улогу помоћног мушког вокала.

### Century Child
2002. године објавили су овај албум који означава својеврстан преокрет у њиховој музици. За разлику од претходних, у овом албуму додали су звуке правог симфонијског оркестра, али и глас Туруненове је мање оперски. Албум је био веома успјешан, али и њихов „најмрачнији". Кратко после објављивања албума бенд је одлучио да направи једногодишњу паузу због тога што је Туруненова отишла у иностранство на студије. Остали чланови бенда су то време свирали у неким другим бендовима.

### Once
2004. објавили су албум Once у коме су наставили да и даље проширују музички тренд започет претходим албумом. Занимљиво је да се на том албуму по други пут нашла песма на финском, њиховом матерњем језику Kuolema Tekee Taiteilijan. Са овог албума се издвајају синглови „Nemo” и „Wish I Had An Angel" који су заузимали прва места на топ-листама, а и сам албум је био изузетно успешан (продат у милион примерака).

### End of an Era
После концерта у Хелсинкију, 21. октобра 2005. који је носио наслов End of an Era и који је био последњи концерт на њиховој Once турнеји, бенд је, на велико изненађење, објавио отворено писмо у коме су једногласно отпустили Тарју Турунен из бенда. Као разлоге за то су навели чињеницу да ју је њен муж Марсело променио као особу до тачке немогућности даље међусобне сарадње и да њен комерцијални интерес више није у складу са филозофијом бенда.
Тарја је одговорила на ово писмо, казавши да је њено отпуштање дошао као потпуни шок за њу, наводећи да за то није знала пре него што јој уручено писмо. Такође је рекла да су лични напади на њеног мужа били неосновани и да је приказивање проблема пред јавношћу „бесмислено сурово“. Она је ове мисли објавила у свом отвореном писму, које је објављено на њеном личном сајту, и преко бројних интервјуа на телевизијама, часописима и новинама.

### Dark Passion Play
Група је 2006. снимила свој шести по реду студијски албум „Dark Passion Play". Процес је почео снимањем бубњева, затим гитаре, бас-гитаре и демо снимка клавијатура. Оркестарске и хорске деонице су снимљене у студију Еби Роуд. Након овога су снимљени финални снимци клавијатура и вокала.
Да би пронашли замену за Тарју Турунен, група је током 2006. и почетком 2007. организовала отворену аудицију за нову певачицу на коју је свако могао да се пријави и стигло је око 2.000 демо снимака. Дана 24. маја 2007. објављено је да је за нову певачицу изабрана Швеђанка Анет Олсон.
Песма Eva је у фебруару 2007. представљена као први сингл са новог албума; део песме је био доступан на веб-сајту групе уз семплове још три песме са предстојећег албума: „7 Days to the Wolves“, „Master Passion Greed", и „Amaranth“. Било је предвиђено да сингл буде објављен 30. маја, али је, због проблема на британском веб-сајту за преузимање музике, сингл објављен 25. маја. Група је објавила да ће сав приход од преузимања сингла у Европи уплатити у хуманитарне сврхе.
Најтвиш је 13. јуна објавио да ће наслов новог албума бити Dark Passion Play и представила омот новог диска на свом веб-сајту, као и име и омот новог сингла „Amaranth“. Овај сингл је објављен у Финској 22. августа и стекао златни статус за мање од два дана. Такође је био и први сингл објављен на CD-у, пошто се „Eva“ могла преузети само са интернета.
Албум Dark Passion Play је издат у Европи крајем септембра 2007, у Великој Британији 1. октобра, а у Сједињеним Државама 2. октобра. За само пар месеци, албум је успео да постигне велики успех, продавши нешто мање од милион копија (на крају је продато 2 милиона копија, што је њихов најуспешнији албум, као и најуспешнији албум финског извођача). Синглови Amaranth и Bye Bye Beautiful су такође постигли успех.
Након албума уследила је њихова најдужа турнеја, од 2007. до 2009. године.

### Imaginaerum
2011. године група је издала концептуални албум за истоимени филм. Туомас је рекао да се ради о песнику на самрти који се присећа свог живота. И овај албум је настављао успехе својих претходника, те је уследила турнеја. Певачица Анет је напустила групу за време ове турнеје због здравствених и финансијских разлога, те ју је заменила Холанђанка Флор Јансен.

### Endless Forms Most Beautiful
2015. године издали су овај албум. Најава за албум био је сингл „Elan" који је постигао велики успех. Албум и нова певачица су одлично прихваћени од стране публике, те су опет имали турнеју.
Као стални члан се први пут појављује Трој Донкли, који је асистирао на два претходна албума. Такође, након овог албума (2019) одлази Јука, бубњар, иако није свирао на њему из здравствених разлога (инсомнија), него Каj Хато.

### Human.:||: Nature.
2020. године група издаје овај албум који, како му само име говори, говори о човековом (штетном) односу према природи. Албум је најавио сингл „Noise". И овај албум је добро прошао, али нису реализовали турнеју све до краја 2021. године због пандемије.
Ово је последњи албум са Марком Хијеталом, који је отишао 2021. године, пред турнеју. Заменио га је Јука Коскинен који је званично примљен у августу 2022. године.

## Чланови бенда
- Флор Јансен, вокал (2013—)
- Туомас Холопајнен, клавијатуре (1996—)
- Трој Донокли, дувачки инструменти и вокал (2013—)
- Емпу Вуоринен, гитара (1996—)
- Каj Хато, бубњеви (2019—)
- Јука Коскинен, бас (2022—)

## Бивши чланови
- Тарја Турунен, вокал (1996—2005)
- Анет Олсон, вокал (2007—2012)
- Сами Ванска, бас (1998—2001)
- Марко Хијетала, бас и вокал (2002—2021)
- Јука Невалајнен, бубњеви (1997—2019)

## Дискографија

### Албуми
- Angels Fall First (1997)
- Oceanborn (1998)
- Wishmaster (2000)
- Century Child (2002)
- Once (2004)
- Dark Passion Play (2007)
- Imaginaerum (2011)
- Endless Forms Most Beautiful (2015)
- Human. :II: Nature. (2020)